# إيفان ناغل
إيفان ناغل (بالألمانية: Ivan Nagel)‏ هو درامي ‏ ألماني، ولد في 28 يونيو 1931 في بودابست في المجر، وتوفي في 9 أبريل 2012 في برلين في ألمانيا.

## وصلات خارجية
- إيفان ناغل على موقع IMDb (الإنجليزية)
- إيفان ناغل على موقع مونزينجر (الألمانية)
- إيفان ناغل على موقع ميوزك برينز (الإنجليزية)